# Antoni Różalski

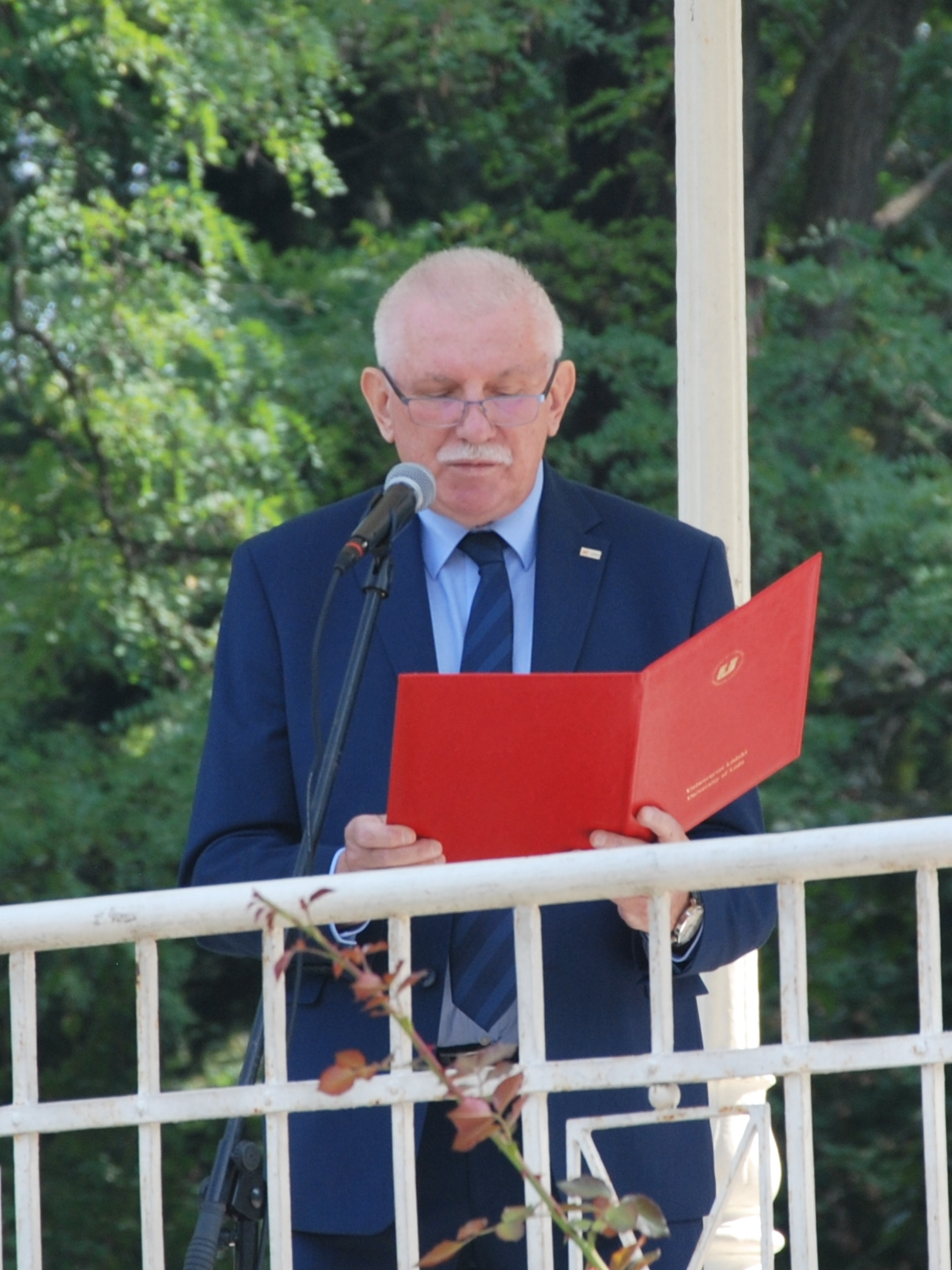
Antoni Różalski, 2019

Antoni Wincenty Różalski (* 19. Oktober 1952 in Ziębice) ist ein polnischer Biologe und Professor an der Universität Łódź. 2016 bis 2020 war er Rektor der Hochschule.

## Leben
Różalski besuchte das allgemeinbildende Liceum in Pińczów. 1971 nahm er ein Biologiestudium an der Universität Łódź auf. Fünf Jahre darauf wurde ihm der Magister verliehen, sein Schwerpunkt war dabei die Mikrobiologie. Er verblieb an der Hochschule und promovierte 1984. Seine Habilitation erfolgte 1991 an der Nikolaus-Kopernikus-Universität Toruń. Der Titel Professor wurde ihm 1996 zuerkannt.
1996 bis 2002 war er Dekan für den Fachbereich Biologie und Geowissenschaften, anschließend bis 2008 für den Fachbereich Biologie und Umweltschutz. Ab 2008 war er Prorektor der Universität Łódź, bis er 2016, für eine 4-jährige Amtszeit, zum Rektor gewählt wurde. Für eine zweite Amtszeit konnte er auf Grund der Altersbeschränkungen nicht antreten, seine Nachfolgerin wurde Elżbieta Żądzińska.
Antoni Różalski ist verheiratet und hat drei Kinder.

## Wissenschaftliche Arbeit
In Zusammenarbeit mit dem Institut für organische Chemie der Russischen Akademie der Wissenschaften untersucht Antoni Różalski die immunbiologische und immunchemischen Eigenschaften von Antigenen der gramnegativer Bakteriengattung Proteus und Providencia. Hauptziel ist dabei, Erkenntnisse über die chemische Struktur der Lipopolysaccharide der Bakterien zu gewinnen. Er war dabei unter anderem bei der Aufklärung der molekularen Grundlagen der serologischen Klassifikation von P. mirabilis und P. vulgaris und Pr. alcalifaciens, Pr. stuartii und Pr. rustigianii beteiligt.
Weiterhin arbeitet er mit der TEDA School of Biological Sciences and Biotechnology der Nankai-Universität, China sowie dem Forschungszentrum Borstel.
Seit 2000 ist er Mitglied der Redaktion der Zeitschrift Postępy Mikrobiologii. Von 2007 bis 2015 war er Mitglied des Komitees für Mikrobiologie der Polnischen Akademie der Wissenschaften, in den letzten drei Jahren dabei als stellvertretender Leiter. Seit 2016 ist er Mitglied der Kommission für molekulare Zellbiologie beim PAN.